# جين بويل
جين بويل هي لاعبة كرلنغ كندية، ولدت في 1973 في سانت جون في كندا.